# Faraglioni di Capri
« Faraglioni » redirige ici.  Pour le terme générique appelé « faraglione », voir Stack (géologie).
Les Faraglioni di Capri  est le nom donné à trois stacks situés au sud de l'île de Capri. Leur aspect particulier est le résultat de millénaires d'érosion par le vent et la pluie associé à la force érosive de la mer.
Ils se distinguent avec des noms divers. Le premier toujours rattaché à la terre haut de 110 mètres, s'appelle Stella, le second séparé par un bras de mer, Faraglione di Mezzo qui possède une arche à sa base a une hauteur de 80 mètres et le troisième Faraglione di Fuori ou Scopolo mesure 102 mètres.
C'est aussi le lieu d'habitat d'une importante colonie de Podarcis siculus.
Leurs roches abritent également des dattes de mer. Les pêcheurs utilisent des marteaux, et même parfois de la dynamite pour déloger ces crustacés vendus très cher car étant un mets fort apprécié. Les garde-côtes italiens qui surveillent la zone ont même procédé à l'arrestation sous-marine de braconniers à la recherche de ces fruits de mer. La paroi des rochers est fragilisée par les trous béants provoqués par ces explosions et mettent en danger l’existence même des Faraglioni.

## Galerie

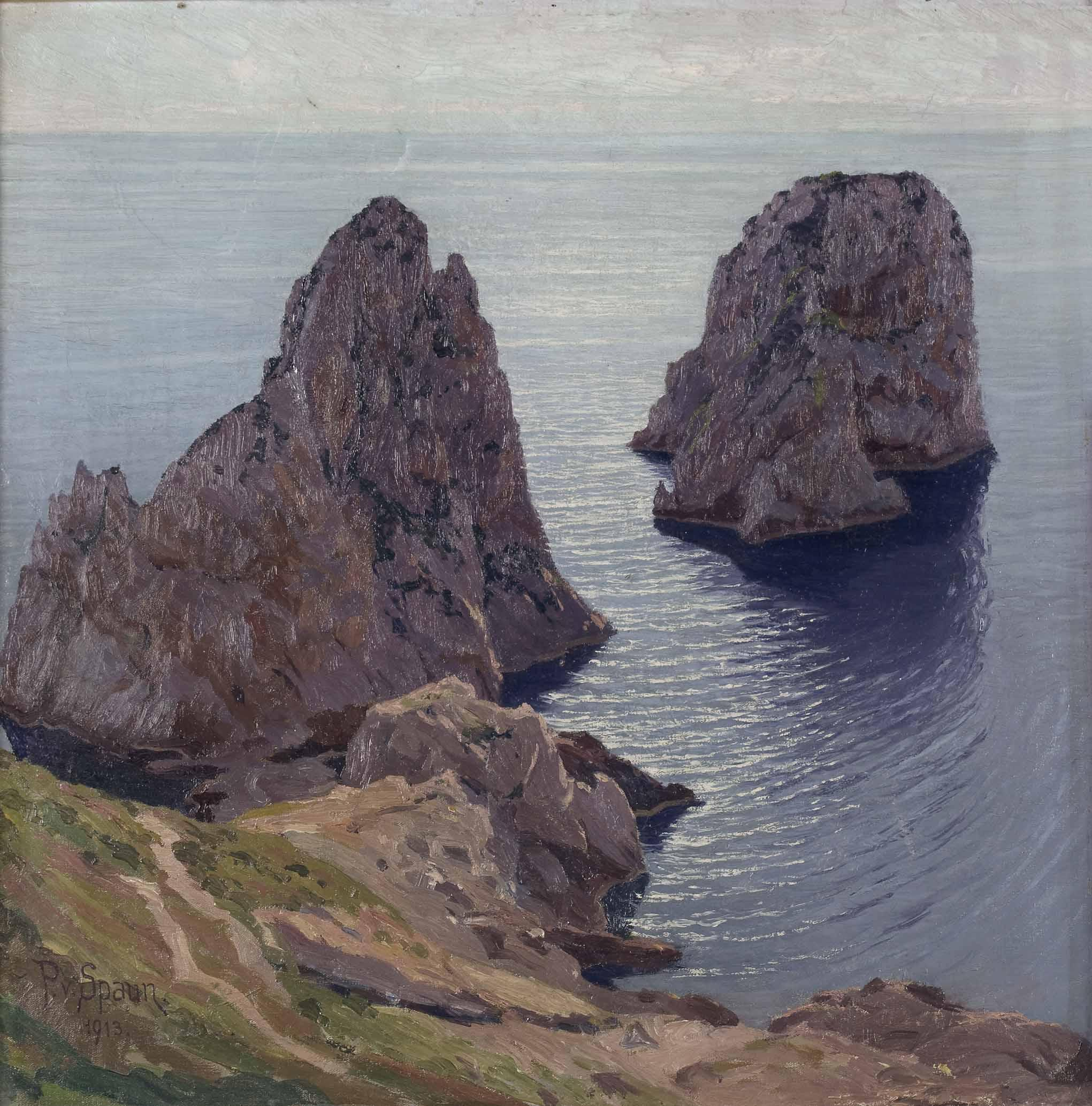
Paul von Spaun : Les falaises de Faraglioni près de Capri (1913)
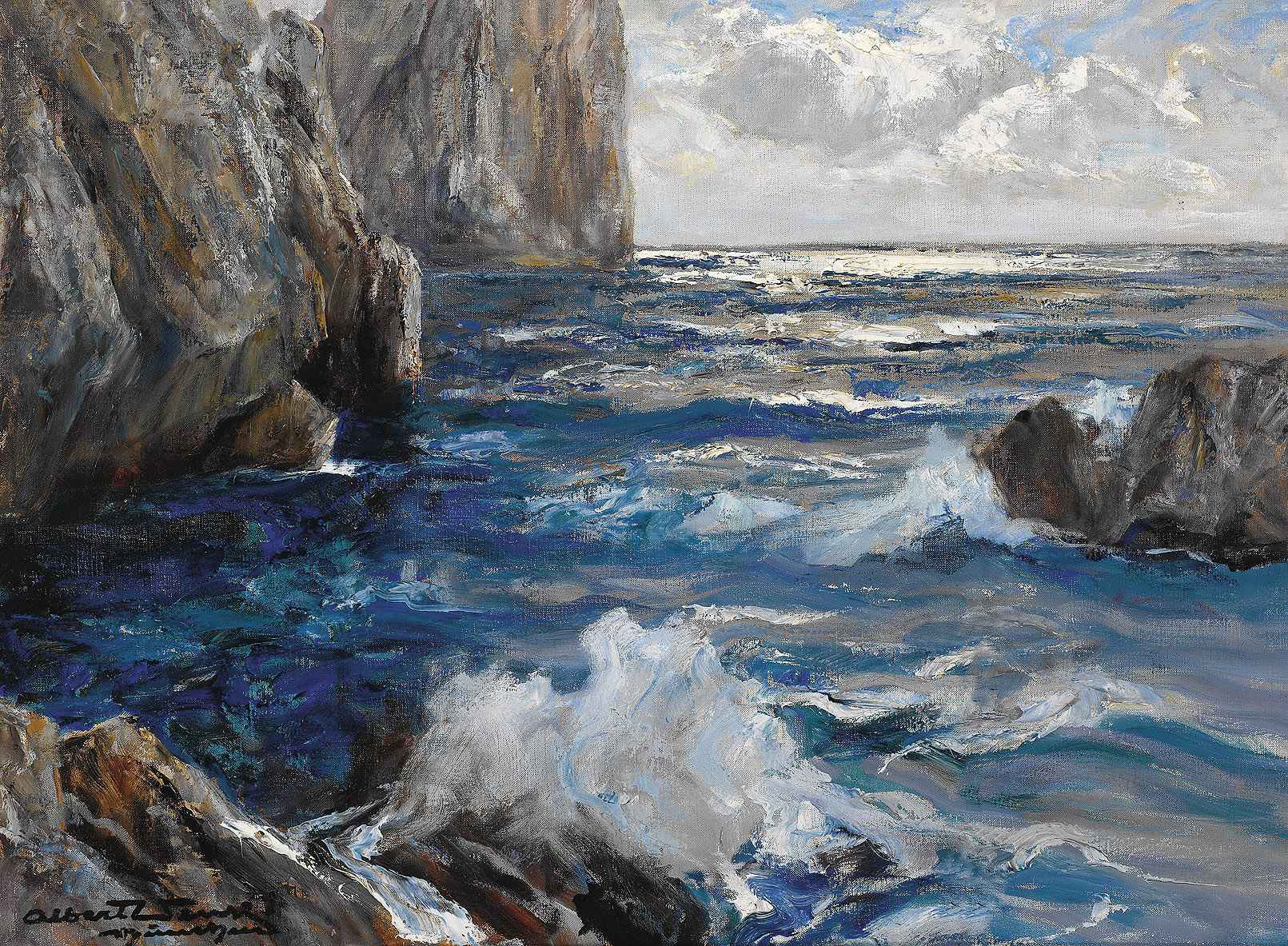
Albert Wenk : Faraglioni di Capri (sans date)
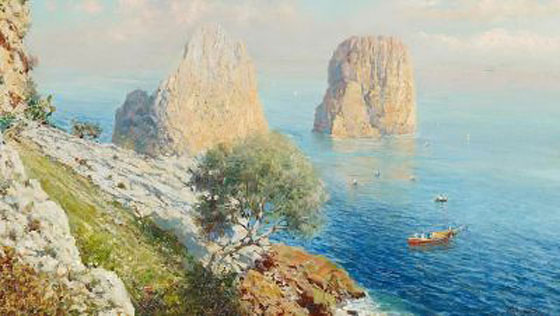
Bernado Hay (de) : Capri, vue des Faraglioni (sans date)
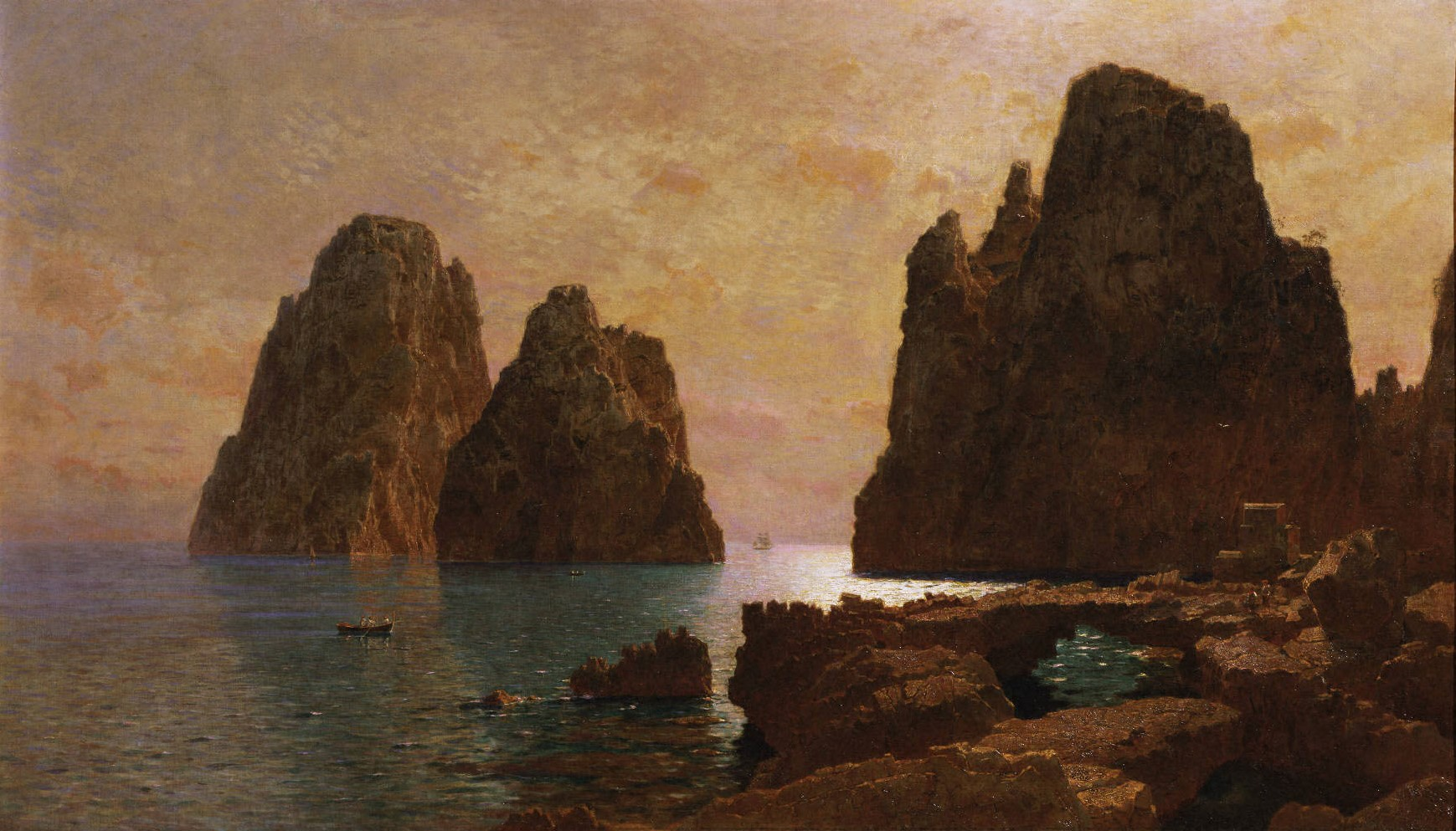
William Stanley Haseltine : Faraglioni di Capri (années 1870)
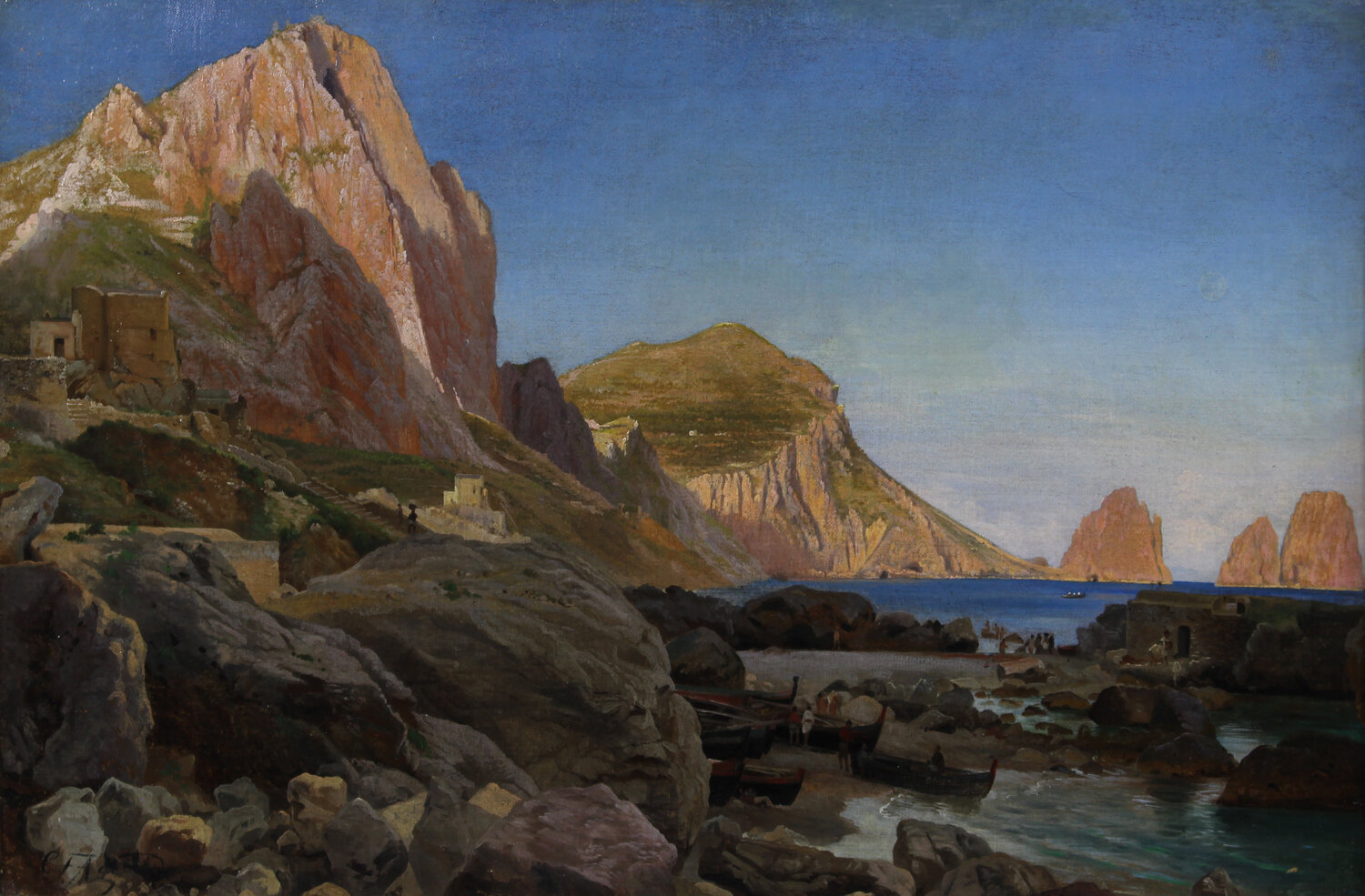
Carl Frederic Aagaard : Expédition méditerranéenne (sans date)
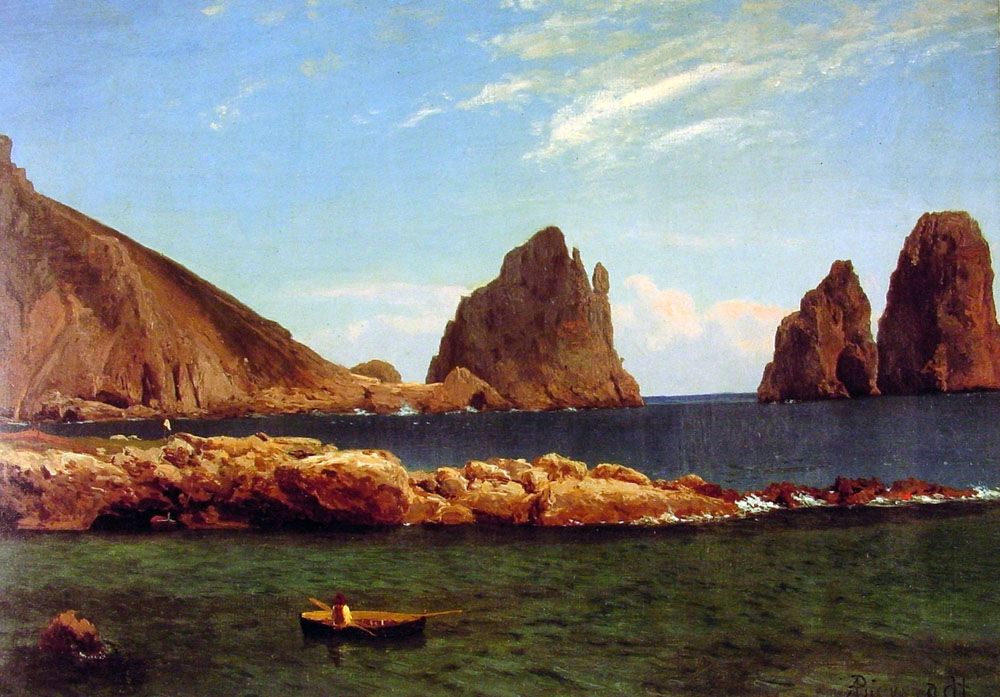
Albert Bierstadt : Capri (vers 1857)
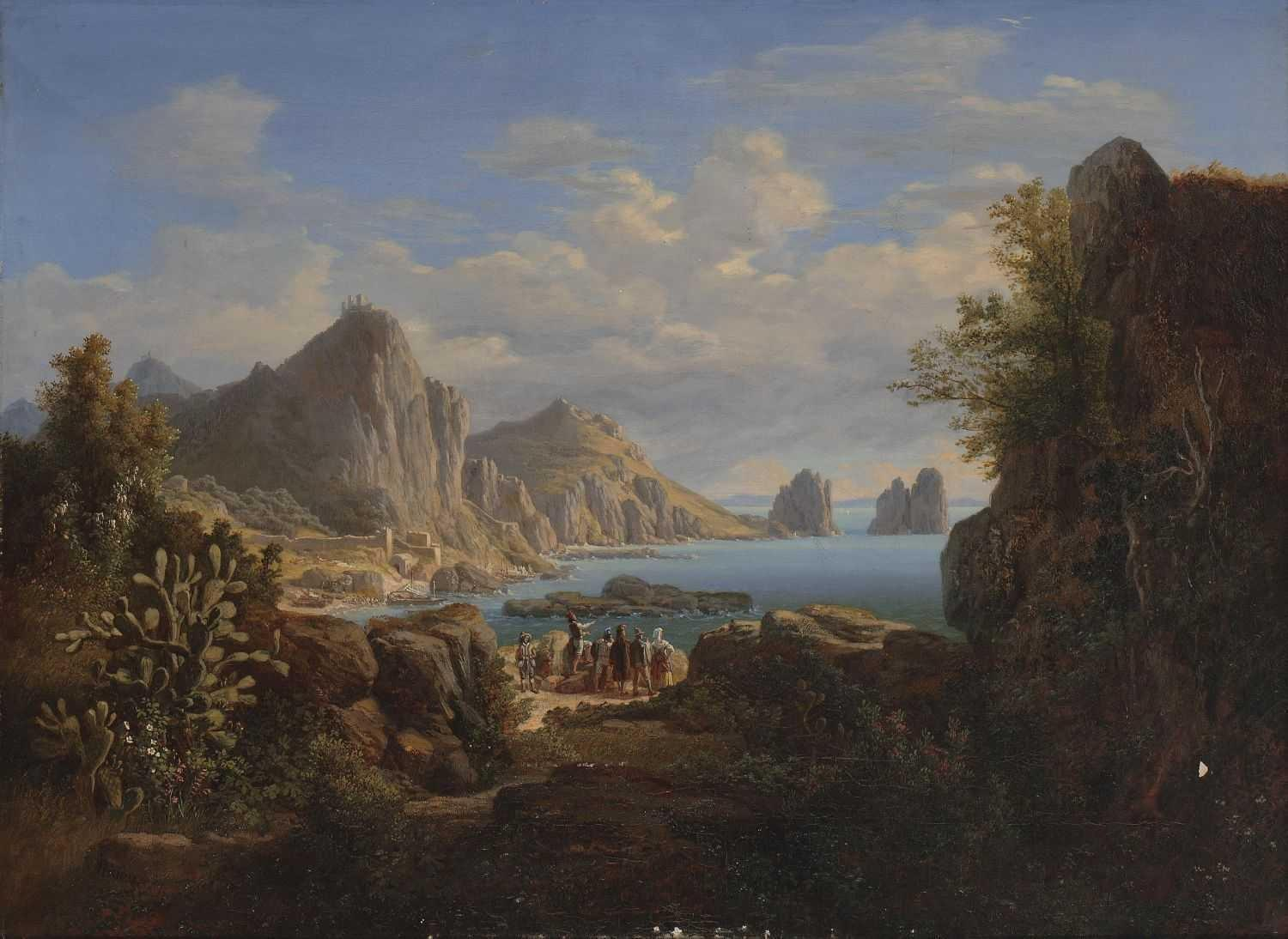
Heinrich Jakob Fried : Une partie de l'île de Capri (sans date)
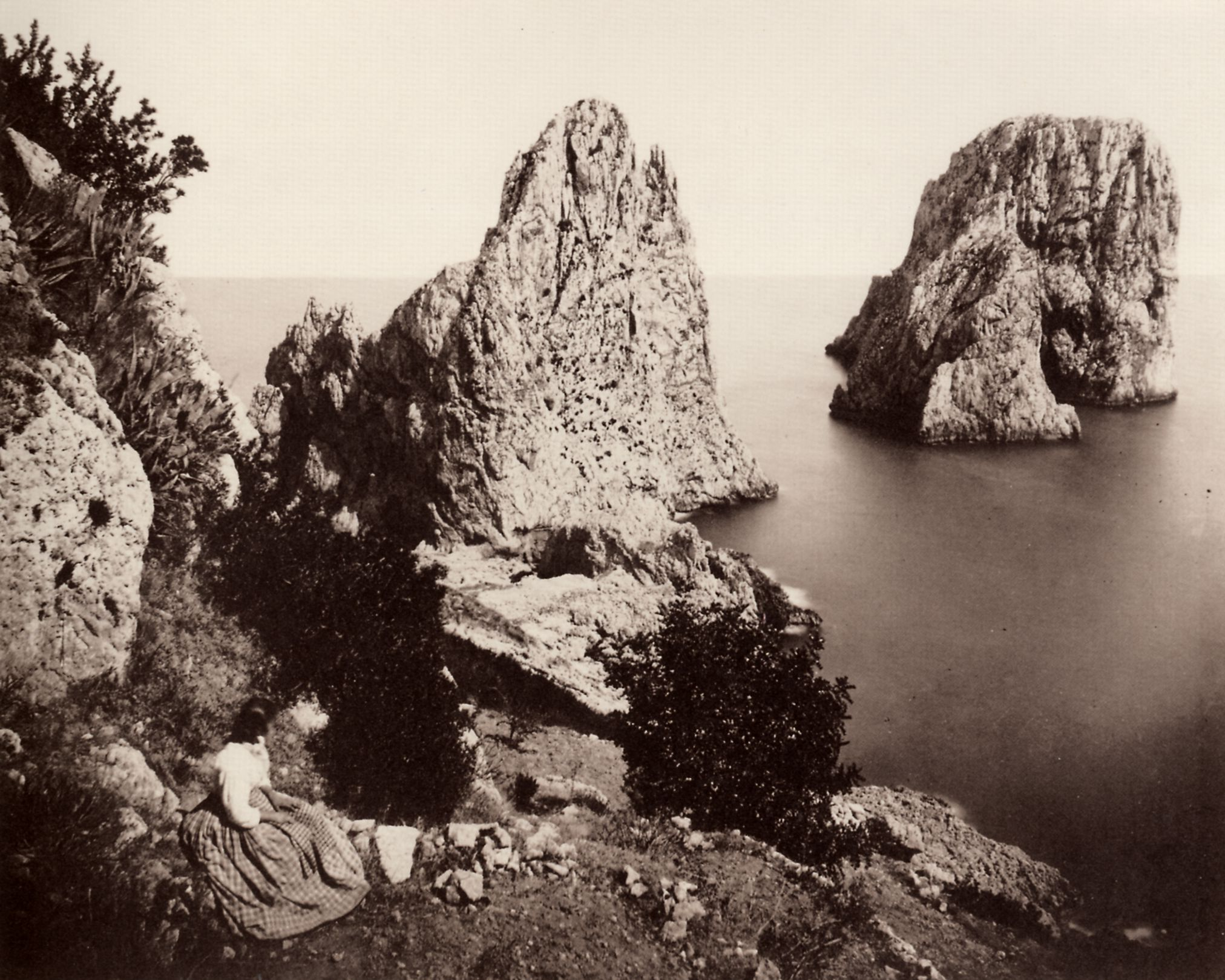
Photographie de Giorgio Sommer (vers 1867)